# Политиков, Сергей Иванович
Сергей Иванович Политиков (род. 23 июня 1949, Москва, СССР) — советский и российский дирижёр. Народный артист Российской Федерации (1997).
Художественный руководитель и главный дирижёр Симфонического оркестра  Российского государственного музыкального телерадиоцентра.

## Биография
Сергей Политиков родился в 1949 году, отец - кадровый военный, участник войны Политиков Иван Иосифович, мать - мед. работник Раиса Филипповна. Жена - Людмила Николаевна. Окончил Суворовское училище в 1968 году, после службы в армии окончил Московскую Государственную консерваторию им. П. И. Чайковского в 1974 г. по классу фагота. В 1983 году окончил МГК им. Чайковского по классу оперно-симфоническое дирижирование, класс проф. Д. Китаенко.
Ведёт активную концертную деятельность, выступает с ведущими симфоническими оркестрами мира, а также выступает как оперный дирижёр. В Большом театре дирижировал операми "Царская невеста" и "Севильский цирюльник"; в Кремлёвском дворце съездов - балетами "Макбет", "Руслан и Людмила", "Привал кавалерии". Работал также в Оперном театре Московской консерватории и дирижировал Образцово-показательным оркестром Комендатуры Московского Кремля. 25.11.2005 в Чехии состоялась премьера оперы "Война и мир" С. Прокофьева, в которой было задействовано 68 солистов (абсолютный рекорд). C 1996 года - Художественный руководитель и главный дирижёр Симфонического оркестра Российского государственного музыкального телерадиоцентра. Гастролировал и дирижировал оркестрами многих стран: Испании, Италии, Венгрии, США, Мексики, Греции. Работал со многими известными артистами: Лучано Паваротти, Елена Образцова, Зураб Соткилава и другими.

## Награды и звания
- Народный артист Российской Федерации (1997)[5].
- Заслуженный артист РСФСР (1987)[6].

## Дискография
- Образцово-показательный оркестр Комендатуры Московского Кремля С10-18829-30 дата записи: 1982 Архивная копия от 23 июня 2019 на Wayback Machine
- А. ЖУРБИН (1945): «Планета детства». С50 26703 004 1988 Архивная копия от 23 июня 2019 на Wayback Machine
- Г. КАЛИНКОВИЧ (1917): «И марши, и вальсы, и танго...» С20 28955 005 1989 Архивная копия от 23 июня 2019 на Wayback Machine
- Тихон Хренников. Творческий портрет (7 CD) MEL CD 10 02087 (7 CD) Архивная копия от 23 июня 2019 на Wayback Machine